# Mallerenga collrogenca
La mallerenga collrogenca o mallerenga de coll rogenc (Melaniparus fringillinus) és una espècie d'ocell passeriforme que pertany a la família Pàrids pròpia d'Àfrica oriental.

## Taxonomia
Va ser descrita per l'ornitòleg alemany Anton Reichenow i per Gustav Adolf Fischer l'any 1884 i va ser inclosa en el gènere Parus, però es va traslladar a Melaniparus després que una anàlisi filogenètica molecular publicada el 2013 demostrés que els membres del nou gènere formaven un clade diferent.

## Distribució i hàbitat
Es troba a Kenya i Tanzània.
L'hàbitat natural són les sabanes seques.